# 蘇氏宗祠 (東和村)
苏氏宗祠，位于中国广东省潮州市潮安区凤塘镇东和村，为潮州市潮安区文物保护单位，类型为古建筑，公布时间为2006年4月。
苏氏宗祠的历史年代为宋、明。